# Cmentarz żydowski w Niżankowicach
Cmentarz żydowski w Niżankowicach – został założony przypuszczalnie po powstaniu w Niżankowicach samodzielnej gminy żydowskiej w  drugiej połowie XVIII wieku, aczkolwiek dokładna data nie jest znana. Stan zachowania cmentarza nie jest znany. Cmentarz jest położony na południowym zachodzie miejscowości, w jej części zwanej Wyhadów.